# 高氯酸银
高氯酸银（化学式：AgClO4）是一个无机盐，标准状态下为白色或无色有中度潮解性的固体，也存在一水合物。它极易溶于水（557 g/100 mL），也易溶于不含氧的有机溶剂中（苯：52.8 g/L；甲苯：1010 g/L），形成银离子与芳香烃的“固体化合物”。这些“固体化合物”，尤其是与苯形成的化合物具有爆炸性，但受热(145℃以上)或在冷时撞击便会发生爆炸。
高氯酸银是实验室常用试剂之一，既可作银离子的来源，也可于提供非配位性的高氯酸根离子。它的热稳定性较高，只有加热到486°C以上时才放出氧气。高氯酸银可以通过氧化银、碳酸银或硝酸银与高氯酸作用得到。它也可以由硫酸银与高氯酸钡的复分解反应制备。